# María de las Mercedes de Baviera y Borbón
María de las Mercedes de Baviera y Borbón (Madrid, 3 de octubre de 1911-Madrid, 11 de septiembre de 1953) fue la tercera hija del matrimonio formado por los infantes Fernando María de Baviera y María Teresa de Borbón. Aunque al nacer fue considerada princesa de Baviera, su proximidad a la familia real española le permitió ostentar el título de infanta de España.

## Biografía
María de las Mercedes nació en Madrid en 1911, durante el reinado de su tío materno, Alfonso XIII. Antes de su nacimiento, el rey había decretado que el príncipe o princesa que naciese del mismo sería infante o infanta de España. Fueron sus padrinos de bautizo, su abuela la infanta Paz y su tío paterno, el príncipe Adalberto de Baviera. María de las Mercedes perdió a su madre cuando contaba sólo un año de edad; su padre se volvió a casar en 1914 con una de las damas de su suegra, María Luisa de Silva y Fernández de Henestrosa (1870-1955), no tuvo hermanos de ese matrimonio.
Tras la proclamación de la Segunda República Española en 1931, María de las Mercedes y su familia se exiliaron en Alemania; fue precisamente durante esta época que comenzaría un libro de versos titulado Amor. Durante la Guerra civil española, sirvió como enfermera militar en Zaragoza. María de las Mercedes pertenecía a la Orden de Malta.
La Infanta María de las Mercedes falleció en Madrid en 1953 a causa de una dolencia cardíaca que había padecido desde hacía años. Su cuerpo fue enterrado en el Monasterio de San Lorenzo de El Escorial.

## Matrimonio y descendencia
El 29 de agosto de 1946 contrajo matrimonio en San Sebastián con el príncipe Irakli Bagration-Mukhrani (1909-1977), que había enviudado en 1944 de su segunda esposa; el príncipe pertenecía a una antigua familia que había reinado en el desaparecido Reino de Georgia hasta su anexión al Imperio ruso en el siglo XVIII. Su hermana Leonida (1914-2010) se casó pocos años después con el gran duque Vladimiro Kirílovich de Rusia (1917-1992).
Irakli y María de las Mercedes residieron en el palacete familiar que tenía la familia de ella en Madrid. En la misma ciudad nacieron sus dos hijos:
- Princesa María de la Paz Victoria Tamara Elena Antonieta Bagration-Mukhranskaya (n. 1947), casada y con sucesión.
- Príncipe Bragat Juan María Bragation-Mukhransky (1949-2017), casado y con sucesión.

## Distinciones honoríficas
- 9 de julio de 1923:  Dama de la Orden de las Damas Nobles de la Reina María Luisa (Reino de España).[15][16]
- Dama Gran Collar de la Orden del Águila de Georgia (Casa de Bagration).[16]
- Dama de Honor y Devoción de la Soberana Orden de Malta.[16]